# Консульська екзекватура

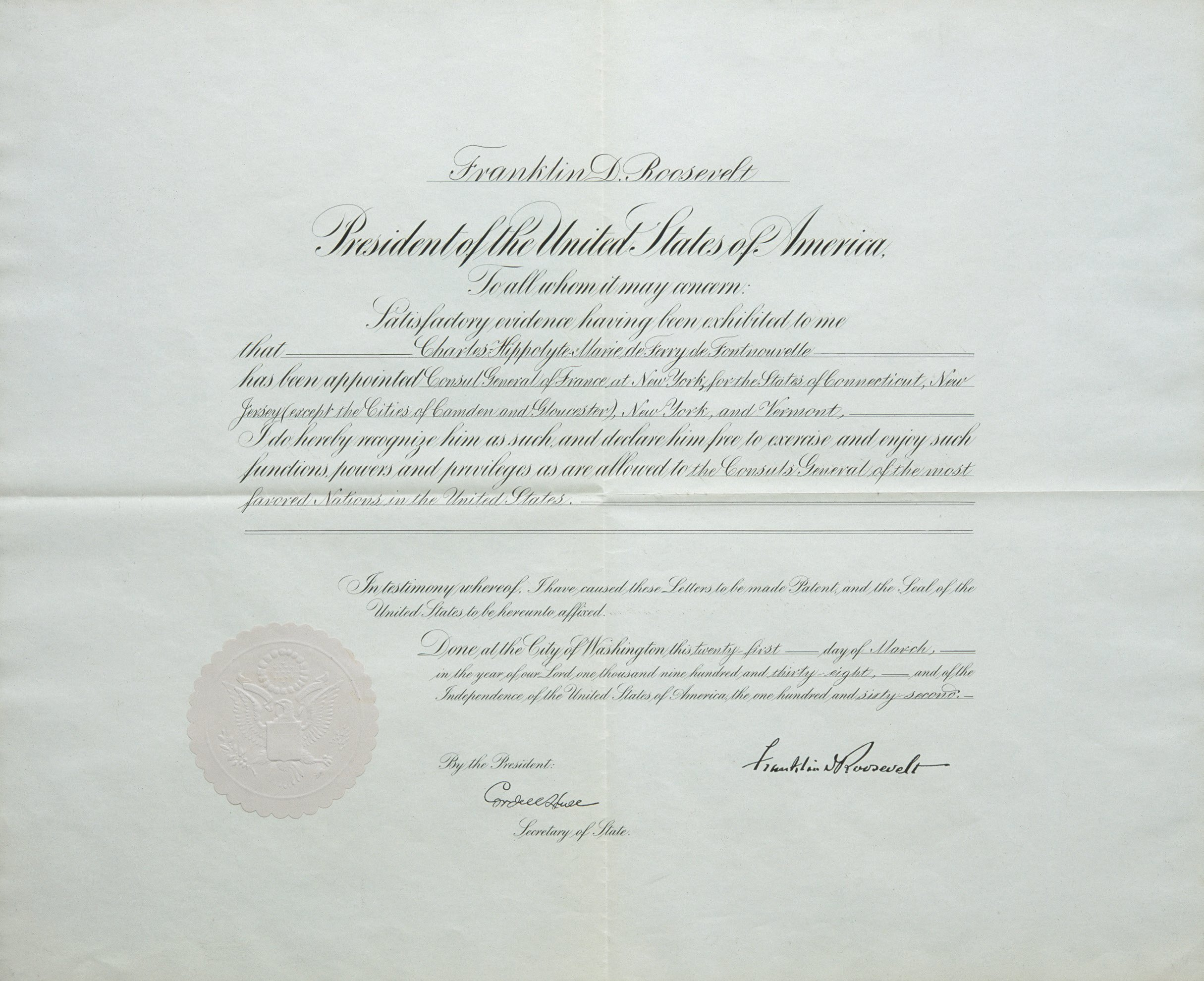
Екзекватура, видана Франкліном Д. Рузвельтом французькому консулу Чарльзу де Феррі де Фонтновіллю (Charles de Ferry de Fontnouvelle) у 1938 році

Консульська екзеквату́ра — дозвіл держави перебування на виконання консульських функцій даною особою в даному консульському окрузі. Екзекватура може являти собою окремий документ або видаватися у формі дозволяючого напису на консульському патенті.
Отримавши екзекватуру, консул може приступати до виконання своїх функцій. Порядок і форма видачі екзекватури регламентується законодавством країни перебування. До отримання екзекватури може видаватися тимчасовий дозвіл на виконання консульських функцій.
У видачі екзекватури може бути відмовлено. Держава перебування не зобов'язана повідомляти причини відмови у видачі екзекватури (ст. 12 Віденської конвенції про консульські зносини 1963 року).